# Championnats du monde de patinage artistique 1931
Navigation
Mondiaux 1930 Mondiaux 1932
Les championnats du monde de patinage artistique 1931 ont lieu du 28 février au 1er mars 1931 à Berlin en Allemagne.

## Qualifications
Les patineurs sont éligibles à l'épreuve s'ils représentent une nation membre de l'Union internationale de patinage (International Skating Union en anglais). Les fédérations nationales sélectionnent leurs patineurs en fonction de leurs propres critères. 

## Podiums
| Épreuves                      | Or                             | Argent                         | Bronze                 |
| ----------------------------- | ------------------------------ | ------------------------------ | ---------------------- |
| Messieurs résultats détaillés | Karl Schäfer                   | Roger Turner                   | Ernst Baier            |
| Dames résultats détaillés     | Sonja Henie                    | Hilde Holovsky                 | Fritzi Burger          |
| Couples résultats détaillés   | Emília Rotter / László Szollás | Olga Orgonista / Sándor Szalay | Idi Papez / Karl Zwack |

## Tableau des médailles
| Rang  | Nation     | Or | Argent | Bronze | Total |
| ----- | ---------- | -- | ------ | ------ | ----- |
| 1     | Autriche   | 1  | 1      | 2      | 4     |
| 2     | Hongrie    | 1  | 1      | 0      | 2     |
| 3     | Norvège    | 1  | 0      | 0      | 1     |
| 4     | États-Unis | 0  | 1      | 0      | 1     |
| 5     | Allemagne  | 0  | 0      | 1      | 1     |
| Total | Total      | 3  | 3      | 3      | 9     |

## Détails des compétitions

### Messieurs
| Rang | Nom                   | Nation          | Places | Points | Fig. impo. | Prog. libre |
| ---- | --------------------- | --------------- | ------ | ------ | ---------- | ----------- |
| 1    | Karl Schäfer          | Autriche        | 8      |        |            |             |
| 2    | Roger Turner          | États-Unis      | 26     |        |            |             |
| 3    | Ernst Baier           | Allemagne       | 33     |        |            |             |
| 4    | Hugo Distler          | Autriche        | 33     |        |            |             |
| 5    | Leopold Maier-Labergo | Allemagne       | 41     |        |            |             |
| 6    | Marcell Vadas         | Hongrie         | 46     |        |            |             |
| 7    | Marcus Nikkanen       | Finlande        | 48     |        |            |             |
| 8    | Herbert Haertel       | Allemagne       | 55     |        |            |             |
| 9    | Pierre Brunet         | France          | 59     |        |            |             |
| 10   | Rudolf Praznowsky     | Tchécoslovaquie | 60     |        |            |             |
| 11   | George Hill           | États-Unis      | 76     |        |            |             |
| 12   | Josef Slíva           | Tchécoslovaquie | 73     |        |            |             |
| 13   | Theo Lass             | Allemagne       | 79     |        |            |             |

### Dames
| Rang | Nom                    | Nation     | Places | Points | Fig. impo. | Prog. libre |
| ---- | ---------------------- | ---------- | ------ | ------ | ---------- | ----------- |
| 1    | Sonja Henie            | Norvège    | 8      |        |            |             |
| 2    | Hilde Holovsky         | Autriche   | 17     |        |            |             |
| 3    | Fritzi Burger          | Autriche   | 21     |        |            |             |
| 4    | Maribel Vinson         | États-Unis | 26     |        |            |             |
| 5    | Vivi-Anne Hultén       | Suède      | 35     |        |            |             |
| 6    | Edel Randem            | Norvège    | 47     |        |            |             |
| 7    | Nanna Egedius          | Norvège    | 48     |        |            |             |
| 8    | Yvonne de Ligne-Geurts | Belgique   | 50     |        |            |             |
| 9    | Randi Gulliksen        | Norvège    | 63     |        |            |             |

### Couples
| Rang | Nom                            | Nation          | Places | Points |
| ---- | ------------------------------ | --------------- | ------ | ------ |
| 1    | Emília Rotter / László Szollás | Hongrie         | 13.5   |        |
| 2    | Olga Orgonista / Sándor Szalay | Hongrie         | 14.5   |        |
| 3    | Idi Papez / Karl Zwack         | Autriche        | 23.5   |        |
| 4    | Lilly Gaillard / Willy Petter  | Autriche        | 27.5   |        |
| 5    | Maribel Vinson / George Hill   | États-Unis      | 39     |        |
| 6    | Else Hoppe / Oscar Hoppe       | Tchécoslovaquie | 39     |        |
| 7    | Ilse Gaste / Ernst Gaste       | Allemagne       | 45     |        |
| 8    | Hansi Kast / Otto Kaiser       | Autriche        | 50     |        |
| 9    | Elisabeth Böckel / Otto Hayek  | Allemagne       | 63     |        |